# Joel Monaghan

a Compétitions nationales et continentales officielles uniquement.

b Matchs officiels uniquement.
Joel Monaghan, né le 22 avril 1982 à Canberra, est un joueur de rugby à XIII australien évoluant au poste d'ailier ou de centre dans les années 2000 et 2010. 

## Carrière
Il débute en National Rugby League en 2001 avec les Raiders de Canberra puis rejoint les Roosters de Sydney en 2005 avant de revenir à Canberra en 2008. En 2011, il s'expatrie en Angleterre pour rejoindre les Wolves de Warrington où joue également son frère Michael Monaghan et y remporte la Coupe d'Angleterre en 2012. Il termine ensuite sa carrière aux Tigers de Castleford en 2017. Il fréquente également l'équipe d'Australie avec laquelle il est finaliste de la Coupe du monde 2008.

## Palmarès

### Collectif
- Vainqueur de la Coupe d'Angleterre : 2012 (Warrington).
- Finaliste de la Coupe du monde : 2008 (Australie).
- Finaliste de la Super League : 2012, 2013 (Warrington) et 2017 (Castleford).

### Individuel
- Nommé dans l'équipe type de la Super League : 2011 (Warrington).
- Meilleur marqueur d'essais de la Super League : 2014 (Warrington).